# Idioma roviana
Roviana es miembro de la rama de lenguas salomónicas noroccidentales de lenguas oceánicas. Se habla alrededor de las lagunas Roviana y Vonavona en el centro norte de Nueva Georgia en las Islas Salomón. Tiene 10.000 hablantes de su primera lengua y otras 16.000 personas, en su mayoría mayores de 30 años, la hablan como segunda lengua (Raymond 2005). En el pasado, el roviana se utilizaba ampliamente como lengua comercial y posteriormente como lengua franca, especialmente para fines eclesiásticos en la Provincia Occidental, pero ahora está siendo reemplazado por el Pidgin salomonense de las Islas Salomón. Los estudios publicados sobre Roviana incluyen: Ray (1926), Waterhouse (1949) y Todd (1978) contienen la sintaxis de Roviana. Corston-Oliver (1996 y 2002) analizan la ergatividad en Roviana. Todd (2000) y Ross (1988) analizan la estructura de las cláusulas en Roviana. Schuelke (2020) analiza las relaciones gramaticales y la ergatividad sintáctica en Roviana.

## Fonológia

### Consonantes
|            |           | Labiales | Alveolares | Velares | Glotales |
| ---------- | --------- | -------- | ---------- | ------- | -------- |
| Nasales    | Nasales   | m ⟨m⟩    | n ⟨n⟩      | ŋ ⟨ng⟩  |          |
| Oclusivas  | Sonoras   | ᵐb ⟨b⟩   | ⁿd ⟨d⟩     | ᵑɡ ⟨q⟩  |          |
| Oclusivas  | Sordas    | p ⟨p⟩    | t ⟨t⟩      | k ⟨k⟩   |          |
| Fricativas | Sonoras   | β ⟨v⟩    | z ⟨z⟩      | ɣ ⟨g⟩   |          |
| Fricativas | Sordas    |          | s ⟨s⟩      |         | h ⟨h⟩    |
| Róticas    | Róticas   |          | r ⟨r⟩      |         |          |
| Laterales  | Laterales |          | l ⟨l⟩      |         |          |

El alfabeto Roviana se basa en el alfabeto latino y consta de las letras anteriores.
alofónos:
[h] ~ [ɦ] ([+Sonora]) / V_V → /huhuβe/ [huɦuβe] 'baño'
[ŋ] ~ [ɲ] / _V [-back] → /ŋiɾa/ [ɲiɾa] 'fuerte'
/r/ se vibra ligeramente en sílabas átonas y se vibra fuertemente en sílabas acentuadas.

### Vocales
|         | Anterior | Posterior |
| ------- | -------- | --------- |
| Cerrada | i        | u         |
| Media   | e        | o         |
| Abierta | a        | a         |

V → V: / estrés Vs
V → Ṽ / _N
[a] ~ [ə] / _V  → /leana/ [leəna]

### Fonotáctica
(C) V
(C representa una sola consonante y V representa un monoftongo o diptongo.)

#### Diptongos
Hay cinco diptongos; /ei/, /ai/, /ae/, /au/, and /oi/
La mayoría de los morfemas léxicos constan de dos o tres sílabas.  Los morfemas léxicos que constan de cuatro sílabas o una sola sílaba son poco comunes, mientras que los morfemas que constan de más de cuatro sílabas nunca han aparecido.

### Estrés
El estrés no es contrastivo.
1. Raíces de una sílaba, a excepción de preposiciones y artículos.
  1. /ˈla/ 'ir', /ˈmae/ 'venir'
2. Las raíces de dos sílabas se acentúan en las sílabas iniciales;
  1. /ˈzama/ 'hablar', /ˈtalo/ 'taro'
3. Las raíces de más de dos sílabas se acentúan en la primera y segunda sílabas;
  1. /ˈeˈhara/ 'sangre', /ˈsiˈɡareti/ 'cigarrillo'

El infijo nominalizante ⟨in⟩ ocurre dentro de la primera sílaba de la raíz, siempre recibe acento;
/ˈɣani/ 'comer', /ˈɣiˈnani/ 'comida'
A todo el material que precede a la raíz (prefijos y material reduplicado) se le asigna tensión como si fuera una única raíz;
/ˈβari-ˈpera/ 'pelea', /ˈhabo-ˈhabotu-ana/ 'silla'
El sufijo transitivo /-i/ toma estrés;
/ˈseke-ˈi-a/ 'golpéalo/ella/eso'
Otros sufijos, sin embargo, no toman acento y se ignoran al determinar la ubicación del acento. El material que sigue a la raíz no se trata como una unidad a los efectos de la asignación de tensiones;
/ˈdoɣoˈr-i-ɣami/ 'vernos (EXclusivo)'
el sufijo /-ɣami/ no recibe estrés.
La tensión se asigna de forma independiente a cada raíz de un compuesto:
/βetu/ + /lotu/ → /ˈβetuˈlotu/ 'iglesia ('orar' + 'casa')'